# Comté d'Erbach
XIIe siècle – 1806
Entités suivantes :
- Grand-duché de Hesse

Le comté d'Erbarch fut, du XIIe siècle à l'an 1806, un état du Saint-Empire romain germanique.
Il fut fondé au XIIe siècle par Eberhard d'Erbach .
En 1532, l’empereur Charles Quint fit du comté un fief direct du Saint-Empire, en raison des services rendus par le comte Eberhard, un homonyme de son ancêtre, pendant la guerre des paysans allemands.
En 1806, la chute du Saint-Empire mit de facto fin au comté impérial qui fut intégré au grand-duché de Hesse.

## Sources
- « Erbach », dans 1911 Encyclopædia Britannica, vol. Volume 9 (lire en ligne)